# 助攻 (籃球)

A shot taken from a pass that if successful would count as an assist for the passer

助攻（英語：Assist）是指於籃球比賽中協助隊友得分的行為，意思是當球員把球傳給他的隊友，而該隊友位於一個有利位置（例如沒有對手防守或可直接上籃）而順利入球得分，傳球球員便算是助攻者。助攻與得分有密切的關係，主宰一場比賽的成與敗。
與其他運動（例如冰上曲棍球）不同，只有真正傳出最後一球的球員才是真正的助攻者，其他參與者不會當作助攻。
當傳球讓觀眾意想不到時，或角度獨特、或隱蔽性高、或隊友位置容易忽略、或傳球動作獨特，中文中常會以「妙傳助攻」來形容。
傳統上，控球後衛所得的助攻數目比內線球員為多，因為控球後衛多為策劃攻勢者、快攻主導者。但這不意味著其他位置的助攻數據無法突出，例如著名前鋒LeBron James、Luka Dončić經常作為戰術發起點且具有良好傳球意識，中文中常被稱為控球前鋒。再例如中鋒張伯倫、賈霸、Nikola Jokić都是優秀的助攻者，其中張伯倫1968年成為助攻王，是NBA史上唯一的助攻王中鋒。強勢的中鋒在禁區由於擁有身高的優勢、廣闊的傳球角度、易吸引包夾的特性，若再擁有良好的傳球意識，也容易拉高助攻數。
在NBA歷史上，約翰·史托頓、魔術強森、奥斯卡·罗伯逊、鲍勃·库锡都是NBA有名的助攻者。史托頓擁有NBA史上最多的助攻數目（15,806個）。魔術強森生涯平均的11.2個居冠，史托頓則以10.5個居後；史考特·斯凱爾斯於1990年12月30日的比賽拿下30次助攻成為NBA單場最多助攻的紀錄。白巧克力Jason Williams以近乎特技式的傳球動作著稱。
現役NBA中著名的助攻手有Trae Young、Nikola Jokic、LeBron James、Chris Paul、Luka Dončić。
現今對於助攻的定義仍有許多主觀與爭議的空間。兩大主流籃球規則FIBA和NBA對助攻的判定就有些許差異，另外助攻大都由紀錄台於進球當下判定，所以有濃厚的紀錄者主觀認定成分。

## FIBA定義
2017年FIBA將助攻認定大幅放寬。
現時定義簡述如下(2024):
(注意，本段落不等於條文譯本)
基本定義:
- 傳給禁區的隊友，隊友未離開禁區就得分，算助攻。
- 傳給禁區外的隊友，隊友沒運球就得分，算助攻。
- 傳給禁區外的隊友，隊友運球後得分，且被認定沒有需要擊敗的對位防守者，算助攻。
- 傳給禁區外的隊友，隊友運球切過防守者後得分，且一接球就切入，防守者失去平衡，算助攻。

補充:
- 基本定義所述「得分」，也包括進少進一球的罰球。
- 一個play至多只會計算一次助攻。
- 只有得分前的最後一次傳球會被計算助攻。
- 出手的距離、方式、難度都和助攻認定無關。

但書(不算助攻的例外):
- 得分者在後場就接到球，一路coast to coast得分，不計助攻。
- 如果傳球路徑發生明顯偏轉，改變了接球者，不計助攻。

FIBA官方舉例:
- 紅隊7號傳給紅隊9號，紅隊9號遲疑了一下後出手命中三分。

算助攻。因為沒運球就得分。
紅隊7號數據: 一次助攻。
紅隊9號數據: 三分命中。
- 白隊11號傳給白隊5號，白隊5號運了一下球尋找平衡，然後命中三分。

算助攻。
- 紅隊7號從後場長傳給紅隊9號，紅隊9號立刻點給紅隊10號，紅隊10號完成上籃。

是紅隊9號的助攻，不是紅隊7號的助攻
- 黃隊21號傳給在禁區的黃隊11號，黃隊11號被嚴防，他切過防守者後上籃得分。

算助攻
- 藍隊7號傳給不在禁區的藍隊3號，藍隊3號被嚴防，他從中路突破灌籃得分。

算助攻
- 綠隊31號的傳球被白隊10號點掉，白隊4號掌控住球，白隊4號傳給跑到前場的白隊10號，白隊10號輕鬆上籃得分。

算助攻。
綠隊31號數據: 一次失誤
白隊4號數據: 一次助攻
白隊10號數據: 一次抄截、兩分命中
- 藍隊10號抓下防守籃板後傳給還在後場的藍隊5號，藍隊5號一條龍上籃得分。

不算助攻
- A2抓下防守籃板後傳給在中場的A3，B3以違體犯規阻止A3發動快攻，隨後A3罰進一球。

不算助攻
- A2抓下防守籃板後傳給在中場的A3，A3在上籃時被B4犯掉沒進，隨後A3罰進一球。

算助攻
- 黃隊12號在前場的底線發球，黃隊21接到發球後命中三分。

算助攻

## NBA定義
對比FIBA規則，NBA定義顯得寬鬆許多。
1. ↑  . 自由時報. 2019-01-11  [2024-12-15]. （原始内容存档于2019-01-12）.
2. ↑  FIBA Statisticians' Manual 2024, v1.0.
 (PDF): 20–21.   [2024-12-15]. （原始内容存档 (PDF)于2025-01-14）.
 (url may be dead when rules change)